# MidPoint Music Festival
Het MidPoint Music Festival werd opgericht in 2001 door Bill Donabedian en Sean Rhiney in Cincinnati als een onafhankelijk muziekfestival en werd ten laatste gehouden in 2017. Het jaarlijkse driedaagse evenement vond plaats in september in de binnenstad en het historisch Over-the-Rhine amusementsgebied. Het festival werd in 2008 verworven door Cincinnati CityBeat, een wekelijkse alternatieve krant.
Het festival werd uitgebreid nadat CityBeat het had verkregen. De geschatte opkomst in 2008 bedroeg 13.500 toeschouwers en dit verdubbelde zich in 2012 naar 27.000. Dit was deels te wijten aan de grote bands en de grote beschikbare buitenruimte voor artiesten in het pas gerenoveerde Washington Park in Over-the-Rhine. Hoewel het festival overal plaats nodig had in verschillende locaties van Cincinnati (inclusief een locatie in Newport), werd het meestal gehouden in de binnenstad en in Over-the-Rhine, een uitlopende kunstwijk noordelijk van de binnenstad van Cincinnati's zakendistrict.

## Geschiedenis
De meeste artiesten die waren bij MidPoint speelden alternatieve rock, indierock, bluegrass, soul of waren singer-songwriters.

### 2016
Het festival wijzigde zijn format om de aandacht te richten op vier podia op parkeerterreinen in Over-the-Rhine. Meer dan 75 bands werden vastgelegd om op te treden. Optredende bands waren: Future Islands, Band of Horses, JJ Grey & Mofro, Tokyo Police Club, Reggie Watts, Lucero, Houndmouth, Antibalas, Frank Turner & The Sleeping Souls, Carseat Headrest, Wolf Parade, Frightened Rabbit, Kamasi Washington, Bob Mould.

### 2015
Het festival wijzigde zijn format om te laten spelen op vrijdag, zaterdag en zondag. Het Woodward Theatre werd toegevoegd als extra locatie. Optredende bands waren: Betty Who, Caspian (band), Iron & Wine, K.Flay, Lydia Loveless, Matthew E. White, Patrick Watson Pure Bathing Culture, Purity Ring, Ride, Ryley Walker, Sarah Jaffe, Sylvan Esso, Strand of Oaks, Tune-Yards, Zola Jesus.

### 2014
Het festival had bij benadering 140 deelnemers. Optredende bands waren: Baskery, Blues Control, Body Language, Bonesetters, Bully, Caroline Glaser, Chromeo, Colony House, Deafheaven, Dessa, Drowners, Dylan LeBlanc, Earth, EMA of Erika M. Anderson, Empires, Ex Hex, Gardens & Villa, Holy Ghost Tent Revival, Jessica Lea Mayfield, Joseph Arthur, Kid Congo Powers ft. 'Dizzy' Daniel Moorehead, Left Lane Cruiser, Liturgy, Lost in the Trees, Low Cut Connie, Maserati, Milagres, Miniature Tigers, Mutual Benefit, Nikki Lane, OK Go, Panda Bear, Pontiak, Real Estate, Rubblebucket, Saintseneca, Speedy Ortiz, St. Paul and The Broken Bones, Sun Kil Moon, The Afghan Whigs, The Raveonettes, The Ridges, The Tontons, Tycho, Watter, Why? en Wussy.

### 2013
Het festival had bij benadering 180 deelnemers. Optredende bands waren: Bad Veins, Baths, Bear's Den, Black Rebel Motorcycle Club, Caveman, Cody Chesnutt, Cory Chisel and The Wandering Sons, Damien Jurado, Daughter, Deap Vally, Dent May, Ha Ha Tonka, Johnathan Rice, Kansas Bible Company, Kishi Bashi, Kurt Vile, Larry and His Flask, Low Cut Connie, METZ, Murder by Death, Nat Baldwin, Nerves Junior, Nicholas David, On An On, San Fermin, Saturday Looks Good To Me, Seabird, Shuggie Otis, St. Lenox, The Breeders, The Head and the Heart, The Ridges, The Thermals, Toy Soldiers, Twin Peaks, Vandaveer, Warpaint, Wild Cub, Wussy en Youth Lagoon

### 2012
Het festival had bij benadering 180 deelnemers. Het was het eerste jaar met Washington Park als hoofdpodium. De MidPoint Midway was verbreed. Optredende bands waren: Andrew Bird, Bad Veins, Best Coast, Cheyenne Marie Mize, Cloud Nothings, Dinosaur Jr., Dirty Projectors, Eternal Summers, F.Stokes, Frankie Rose, Freelance Whales, Grizzly Bear, Here We Go Magic, Holy Ghost Tent Revival, Hoots and Hellmouth, Hospitality, Hundred Waters, Imperial Teen, Julia Holter, Kansas Bible Company, Laetitia Sadier, Lord Huron, Lower Dens, Modoc, Pomegranates, Ralph Stanley, Rich Aucoin, Swear and Shake, Tennis, The Antlers, The Growlers, The Ridges, The Vespers, The Walkmen, Tim Easton, Turbo Fruits, Unknown Mortal Orchestra, Wild Belle, Willis Earl Beal en Zeus

### 2011
Het festival had bij benadering 200 deelnemers. Het grootste podium was in de Grammers Tent. Het was het eerste jaar voor de Midpoint Midway in 12th Street. Optredende bands waren: Asobi Seksu, Bear Hands, Booker T. Jones, Cheyenne Marie Mize, Cut Copy, Deerhoof, Delicate Steve, Empires, Gang Gang Dance, Gardens & Villa, Ivan & Alyosha, Jessica Lea Mayfield, Kaki King, Kim Taylor, Lydia Loveless, Man or Astro-Man?, Mates of State, Okkervil River, Pokey LaFarge, Santah, Starfucker, The Album Leaf, The Bright Light Social Hour, The Felice Brothers, The Joy Formidable, The Low Anthem, The Ridges, The Watson Twins, Those Darlins, Toro y Moi, U.S. Royalty, Unknown Mortal Orchestra, Vandaveer, Vanity Theft, Viva Voce, Washed Out, Xiu Xiu en Youth Lagoon

### 2010
Het festival had bij benadering 250 deelnemers. Het grootste podium was in de Grammers Tent. Er was een artiesten-clubhuis bij Neons met akoestische units. In plaats van een Scion Streetcar-sevice, ging het festival een partnerschap aan met Metro om  de Midpoint Transit Authority te presenteren, gratis voor festivalgangers, met akoestische optredens in de bus. De stadsbibliotheek was ook betrokken met gratis muziek, een foto-expositie en muziekfilmdocumentaires. Optredende bands waren: +/- (band), A Place To Bury Strangers, Babe the Blue Ox, Best Coast, Caravan of Thieves, Caribou (band), Clare & the Reasons, Cults (band), Elf Power, Fang Island, Gaby Moreno, Girls Guns and Glory, Gold Motel, Ha Ha Tonka, Holy Fuck, Jason & the Scorchers, Jessica Lea Mayfield, Kopecky, Male Bonding, Margot & the Nuclear So and So's, Oh My God, Parachute Musical, Phantogram, Pomegranates, Richard Buckner, River City Extension, Royal Bangs, Seabird, Shonen Knife, stephaniesǐd, Surfer Blood, Ted Leo and the Pharmacists, Tom Tom Club, Tristen, Van Dyke Parks, Walk the Moon en Wussy.

### 2009
Het festival had bij benadering 280 deelnemers. Het grootste podium was in de Grammers Tent. Optredende bands waren: Annie Rossi, Brighton, MA, Buffalo Killers, Chairlift, Deke Dickerson, Ed fROMOHIO of Ed Crawford, Early Day Miners, Ellery, Geographer, God Made Me Funky, Hank & Cupcakes, Heartless Bastards, Jason Isbell and The 400 Unit, Kim Taylor, Lab Partners, Mia Carruthers, Micachu and the Shapes, Pomegranates, Sarah Borges, Shiny and the Spoon, The Dø, The Lighthouse and The Whaler, Scotland Yard Gospel Choir, Toy Horses, Vanity Theft en Wussy.

## MidPoint Indie Summer Series
Midpoint Indie Summer is een gratis concertreeks, geproduceerd door 3CDC en gesponsord door MidPoint Music Festival. Honderden tot duizenden verenigden zich voor deze evenementen voor alle leeftijden. Over een periode van 14 weken tijdens de zomer presenteerde MidPoint elke vrijdagnacht een gratis concert bij Fountain Square in het hart van de binnenstad.
De reeks begon in 2009 met nationale, regionale en plaatselijke artiesten, waaronder Clap Your Hands Say Yeah, Local H, Betty Who, Those Darlins, Why?, Wussy, Art vs. Science, Margot & the Nuclear So and So's, Ha Ha Tonka, Camera Obscura, We Were Promised Jetpacks en vele andere.